# هوارد فاولر (سائق سباق)
هوارد فاولر (بالإنجليزية: Howard Fuller)‏ هو سائق سباق بريطاني، ولد في 31 يوليو 1992 في ووستر بارك ‏ في المملكة المتحدة.